# Dmitri Ivanenko
Dmitri Dmitrievich Ivanenko (ucraïnès: Дмитро́ Дми́трович Іване́нко, rus: Дми́трий Дми́триевич Иване́нко) (29 juliol 1904, Poltava, Imperi Rus, actualment Ucraïna – 30 desembre 1994, Moscou (Federació Russa), fou un físic teòric soviètic conegut per haver identificat el neutró com una partícula del nucli atòmic, haver proposat el primer model de capes del nucli atòmic, la interacció per intercanvi de partícules massives i haver predit la radiació sincrotró.

## Vida
El 1923 ingressà a la Universitat de Petrograd (actualment Universitat de Sant Petersburg). El 1926, quan encara era estudiant, escriví el seu primer treball científic en col·laboració amb els seus amics George Gamow i Lev Landau, Premi Nobel de Física el 1962. Un cop graduat fou investigador a l'Institut de Física i Matemàtiques de l'Acadèmia de Ciències de la URSS, on col·laborà amb Vladímir Fok i Viktor Ambartsumian.
Entre 1929 i 1931 treballà a l'Institut de Física i Tecnologia Kharkiv, del qual esdevingué el primer director de l'àrea teòrica. Landau el substituí entre 1932 i 1937. En aquells anys rebé les visites de destacats físics: Pascual Jordan, Victor Weisskopf, Felix Bloch (Premi Nobel de Física el 1952) i Paul Dirac (Premi Nobel de Física el 1933). Organitzà el primer congrés de física teòrica de la URSS el 1929 i la primera revista científica en una llengua estrangera: Physikalische Zeitschrift der Sowjetunion (1932). Després retornà a Leningrad (actual Sant Petersburg), a l'Institut Físico-Tècnic on treballà en física nuclear. El 1933 organitzà el 1r congrés de física nuclear a la URSS juntament amb Ígor Kurchàtov, en el qual hi participaren Paul Dirac, Frédéric Joliot-Curie (Premi Nobel de Física el 1935), Francis Perrin, Franco Rasetti, Victor Weisskopf. El 1935 fou arrestat dins el marc del cas Sergey Kirov i exiliat a Tomsk, on esdevingué professor de les Universitats de Tomsk i Sverdlovsk, fins a l'inici de la II Guerra Mundial. Des del 1943 fou professor de la Facultat de Física de la Universitat de Moscou.

## Obra
El 1928, Ivanenko i Landau desenvoluparen una teoria dels fermions diferents del model de Dirac, coneguda com a teoria d'Ivanenko-Landau-Kahler. El 1929, amb Fock generalitzaren l'equació de Dirac i descriviren els desplaçaments paral·lels dels spins ien un espaitemps corbat (coeficients de Fock-Ivanenko), considerada com la primera teoria gauge de camps. El 1930 amb Víktor Ambartsumian suggeriren la hipòtesi de la creació a aniquilació de partícules massives que esdevingué un dels fonaments de la teoria de camps actual.
El maig de 1932 suggerí que el neutró era una partícula elemental constituent del del nucli atòmic juntament amb el protó a la revista Nature, i dos mesos més tard fou referenciat per Werner Heisenberg (Premi Nobel de Física el 1932). L'agost de 1932, juntament amb Eugene Gapon proposaren el primer model de capes del nucli atòmic que fou posteriorment desenvolupat Eugene Paul Wigner, Maria Göppert-Mayer i J. Hans D. Jensen, els quals reberen el Premi Nobel de Física el 1963 per aquests treballs. El 1934 amb Ígor Tamm (Premi Nobel de Física el 1958) suggeriren la primera teoria no-fenomenològica de la interacció electró-neutrí, assumint que és deguda a un intercanvi de partícules massives. Basant-se en aquest model el japonès Hideki Yukawa desenvolupà la seva teoria dels mesons que li va valer el Premi Nobel de Física el 1949. El 1938 proposà una generalització no-lineal de l'equació de Dirac, que fou emprada per Werner Heisenberg per desenvolupar la seva teoria unificada no-lineal de camp.
El 1944 amb Isaak Pomeranchuk prediren el fenomen de la radiació de sincrotró. Després desenvolupà la teoria clàssica d'aquesta radiació per la qual rebé el Premi Stalin el 1950 juntament amb Arseny Sokolov i I. Pomeranchuk. Al principi dels anys 1950 es publicaren les obres monografies Classical Field Theory i Quantum Field Theory escrites en coautoria amb A. Sokolov. El 1956 desenvolupà la teoria dels hipernuclis descoberts per Marian Danysz i Jerzy Pniewski el 1952. Les dècades de 1960 i 1970 es dedicà a la teoria de la relativitat general.